# Trond Espen Seim
Trond Espen Seim (ur. 4 października 1971 w Oslo) – norweski aktor.

## Kariera
W 1996 ukończył Norweską Szkołę Teatralną (norw. Statens teaterhøgskole), związał się z Rogaland Teater w Stavanger i Den Nationale Scene w Bergen, gdzie między innymi zagrał kluczową rolę Alexa w  Anthony’ego Burgessa Mechanicznej pomarańczy, jak i Juliana w spektaklu Henrika Ibsena Cesarz i Galilejczyk (Kejser og Galilæer).
W 2001 został zatrudniony w Teatrze Narodowym w Oslo, gdzie występował w sztukach: Wiara, nadzieja i miłość (Tro, håp og kjærlighet, 2001), Woyzeck (2001), Dødsvariasjoner (2001), Medea (2002) i Dyrene i Hakkebakkeskogen (2003).
Jesienią 2004 wraz z Jonem Øigarden i Madsem Ousdalem przejął odpowiedzialność nad artystyczną wizją Torshovteatret w Oslo. W 2005 wystąpił w głównej roli w kontrowersyjnym przedstawieniu Piera Paolo Pasoliniego Salo, czyli 120 dni Sodomy.
Jesienią 2006 stało się jasne, że będzie grać prywatnego detektywa Varga Veuma w filmie i serialu opartym na książce kryminalnej Gunnara Staalesena. Pierwszy odcinek był pt.: Instynkt wilka - Gorzkie kwiaty (2007). Zagrał w 12 częściach Instynktu wilka.

## Filmografia
Filmy
- 1998: 1732 Høtten jako Gustav
- 2002: Księga Diny (I Am Dina) jako porucznik
- 2004: Hawaje, Oslo (Hawaii, Oslo) jako Vidar
- 2006: Isola jako Aksel
- 2007: Instynkt wilka - Gorzkie kwiaty (Varg Veum - Bitre blomster) jako Varg Veum
- 2008: Instynkt wilka - Upadłe anioły (Varg Veum-Falne engler) jako Varg Veum
- 2008: DeUsynlige jako Jon M
- 2008: Instynkt wilka - Kobieta w lodówce (Varg Veum – Kvinnen i kjøleskapet) jako Varg Veum
- 2008: Instynkt wilka - Pogrzebane psy nie gryzą (Varg Veum – Begravde hunder) jako Varg Veum
- 2008: Instynkt wilka - Twój aż do śmierci (Varg Veum – Din til døden) jako Varg Veum
- 2008: Instynkt wilka - Mord w Bergen (Varg Veum – Tornerose) jako Varg Veum
- 2009: The Frost jako Alfred
- 2010: Instynkt wilka - Pisane na murze (Varg Veum - Skriften på veggen) jako Varg Veum
- 2011: Coś (The Thing) jako Edvard Wolner
- 2011: Instynkt wilka - Oblubieńcy śmierci (Varg Veum - Dødens drabanter) jako Varg Veum
- 2011: Instynkt wilka - Czarna owca (Varg Veum - Svarte får) jako Varg Veum
- 2011: Instynkt wilka - Wszystkie wilki są szare (Varg Veum - I mørket er alle ulver grå) jako Varg Veum
- 2012: Instynkt wilka - Zimne serca (Varg Veum - Kalde hjerter) jako Varg Veum
- 2012: Instynkt wilka: Zmarłym łatwiej (Varg Veum - De døde har det godt) jako Varg Veum
- 2015: Hevn jako Ivar
- 2016: Mikołaj w każdym z nas (Snekker Andersen og Julenissen) jako Snekker Andersen
- 2019: Amundsen jako Fridtjof Nansen

Seriale TV
- 2004: Svarte penger, hvite løgner jako Sverre
- 2010: Unter anderen Umständen jako Henrik Langlo
- 2014–2017: Scheda (Arvingerne) jako Robert Eliassen
- 2016: Cape Town jako Markus Andreas Theobald „Mat” Joubert
- 2016: Układ (Mammon) jako Michael Woll